# Beretta AR 70/90
L'AR 70/90 est un fusil d'assaut fabriqué par Beretta réglementaire depuis 1990 dans les forces armées italiennes et dans les forces armées du Paraguay. C'est une version modernisée de AR-70.

## Technique
L'AR 70/90 tire en rafale libre et au coup par coup grâce à un système à emprunt des gaz. Néanmoins, son piston est particulièrement long. Sa monture est en matière synthétique et sa carcasse est en alliage. Son sélecteur de tir est uniquement présent à gauche. Ses versions standard et parachutistes peuvent tirer des grenades à fusils et recevoir une baïonnette.

## Versions

### AR-70/90
Modèle de base destiné au fantassin. Canon de longueur standard et crosse fixe en matière synthétique à haute résistance.

### AR-70/90 Sport
Modèle semi-automatique destiné à la chasse et au tir sportif.

### SC-70/90
Carabine conçue pour armer les parachutistes. Canon standard et crosse repliable latéralement.

### SCP-70/90
Carabine courte étudiée pour les forces spéciales. Canon court et crosse repliable latéralement.

## Données numériques
| Version            | Munition       | Longueur(mm) | Canon (mm) | Masse(kg) | Portée (m) | Cadence de tir théorique (C/min) |
| ------------------ | -------------- | ------------ | ---------- | --------- | ---------- | -------------------------------- |
| AR-70/90, SC-70/90 | 5,56x45mm NATO | 998 (756)    | 450        | 4,07      | 500        | 670                              |
| SCP-70/90          | 5,56x45mm NATO | 908 (663)    | 360        | 3,8       | 350        | 670                              |

## Utilisateurs
Plusieurs armées déjà équipées d'AR 70/223 ont acquis des quantités variables de ce FA :
- Égypte
- Italie
- Maroc
- Mexique
- Nigeria
- Paraguay

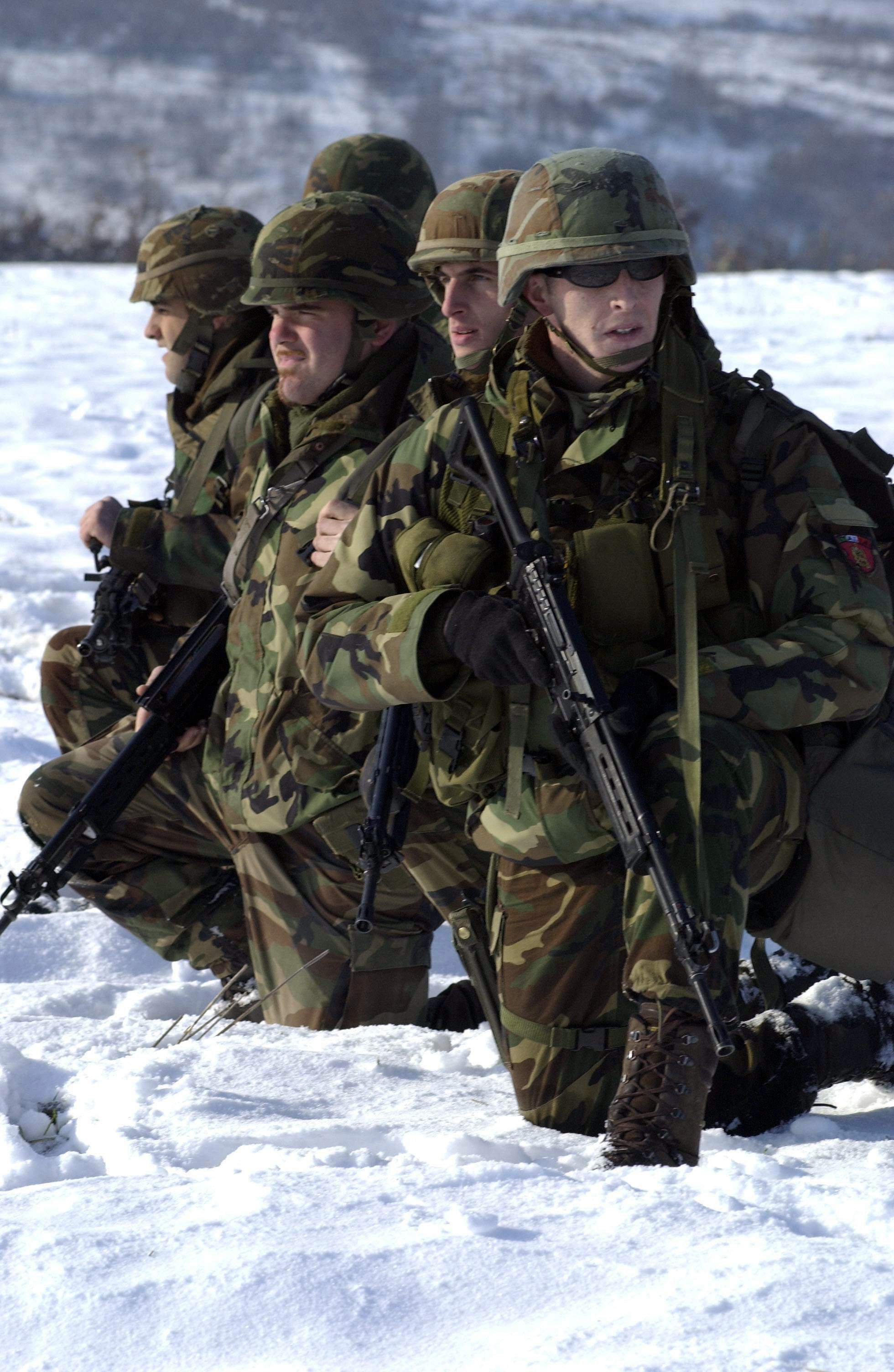
Soldats italiens avec le Beretta AR70/90

Aussi le Beretta AR70/90  a connu les   guerres d'Afghanistan et d'Irak puis d'Afghanistan dans le cadre des contingents italiens.

## Sources
Cette notice est issue de la lecture des revues spécialisées de langue française suivantes :
- Cibles (Fr)
- Gazette des armes (Fr)
- Action Guns  (Fr)
- Raids(Fr)
- Assaut (Fr)
- R.L. Wilson, « L'univers de Beretta. Une légende internationale », Editions Proxima, 2001 (traduction française d'un livre US publié en 2000).